# 蒂拉贝里大区
蒂拉貝里大區（法語：Région de Tillabéri）是尼日爾的一個大區，位於該國西部。南鄰貝寧，西鄰布基納法索，北鄰馬里。首都尼亞美被其包圍。尼日爾河流經。面積89,623平方公里，2001年人口1,889,515人，2012年人口2,722,482人。首府蒂拉貝里。下分6縣。